# Frédéric Randriamamonjy
 (avril 2025).
Si vous disposez d'ouvrages ou d'articles de référence ou si vous connaissez des sites web de qualité traitant du thème abordé ici, merci de compléter l'article en donnant les références utiles à sa vérifiabilité et en les liant à la section « Notes et références ».
Frédéric Randriamamonjy, né le 25 mai 1932 à Ampananganana, Mandialaza, dans la région d'Alaotra Mangoro et mort le 9 avril 2025, est un écrivain, historien et diplomate malgache.
Il est membre de l'Académie malgache et ambassadeur de Madagascar dans de nombreux pays. 

## Biographie et études
Frédéric Randriamamonjy naît en mai 1932 à Ampananganana, fils du pasteur Randriamaro et de Ramavo, qui est également écrivaine.   Il entame sa scolarité à l’école publique de Mandialaza, Anjiro. À l’âge de 15 ans, il doit interrompre ses études en raison des événements insurrectionnels de 1947, au cours desquels sa famille subit des pertes humaines et matérielles importantes. Il peut toutefois reprendre son parcours éducatif dans divers établissements, notamment les écoles protestantes d’Ambatonakanga, Ambatomanga, Rasalama et Paul Minault. Il obtient le Certificat d'Aptitude à l'Enseignement Primaire (CAE) de l'École Normale d'Ambatomanga en 1949.
En France, il poursuit une partie de sa formation et décroche un baccalauréat en sciences expérimentales au Collège Cévenol, au Chambon-sur-Lignon, en 1954. Ensuite à l’Université de Montpellier, où il décroche une licence ès sciences naturelles en 1957, puis à l’Université de Dijon, où il soutient un doctorat de troisième cycle en entomologie en 1963. En 1967, il complète sa formation par un Master of Science in Ecology à l’Université de Durham au Royaume-Uni, ainsi qu’un Certificate in Field Biology à l’Université de Rhode Island au États-Unis. Il a également enrichi ses compétences pédagogiques au Westhill Training College de Birmingham et à l’Université de Copenhague en Danemark.

## Parcours professionnel

### Éducation
Frédéric Randriamamonjy commence à enseigner à l’École protestante d’Ambatonakanga entre 1958 et 1961, puis poursuit au Collège protestant Paul Minault de 1963 à 1966. Il rejoint ensuite l’Institut National Supérieur de Formation et de Recherche Pédagogiques (INSFRP) à Antananarivo, où il enseigne de 1967 à 1970. Après un séjour à l’étranger, il rentre au pays en 1986 et intègre l’École Normale Supérieure d’Antananarivo, où il dispense des cours de 1987 à 1992.

### Responsabilités dans l'Église
Protestant réformé membre de l'Église FJKM, Frédéric Randriamamonjy s’est engagé très tôt dans la vie ecclésiale. Il a été nommé diacre à la paroisse FJKM Tranovato Ambatonakanga en 1966, puis loholona (ancien) quelques années plus tard. Sur le plan international, il a servi de 1970 à 1975 en tant que secrétaire pour l’Afrique au sein du conseil œcuménique des Églises à Genève en Suisse, où il a œuvré au renforcement des relations entre les Églises africaines et le mouvement œcuménique mondial.

### Responsabilité politique
Frédéric Randriamamonjy a également été conseiller municipal d’Antananarivo en 1969, il est nommé ambassadeur de Madagascar en Union soviétique avec résidence à Moscou de 1976 à 1986, accrédité simultanément auprès de plusieurs pays d’Europe de l’Est, dont la RDA, la Hongrie, la Tchécoslovaquie, la Pologne et la Bulgarie. À son retour au pays, il poursuivit son engagement public en devenant membre de la Haute Autorité de l’État entre 1992 et 1993, puis député à l’Assemblée nationale de 1993 à 1998, où il se distingua par son refus symbolique d’accepter le véhicule 4x4 alloué aux parlementaires. Parallèlement à ses fonctions politiques, il est président de la section des sciences morales et politiques de l’Académie malgache en 2005[Jusqu'à quand ?].

## Ouvrages
Il a écrit de nombreux livres, dont certains sont les suivants :
- Contribution à la connaissance de Deborrea malagassa Heyl, Psychidae (1961).
- Etude du squelette et de la musculature céphalique de Phthorimaea heliopa Low, Pschyade, Thèse de 3 e Cycle, 1963.
- Plantes à tubercules . Dossier pédagogique Audecam, UNESCO, 1968.
- Études sur l'hivernage des moustiques à Durham, 1967.
- Noms d'animaux et de plantes courants. Manuel d'identification pratique des espèces animales et végétales courantes , co-écrit avec Rasoloarimalala Esther, 1977.
- Histoire régionale de Madagascar, Imprimerie de l'Église luthérienne malgache, Antananarivo, 2001.
- Histoire de Madagascar 1895 – 2002, Imprimerie de l’Église luthérienne malgache, 2006[5],[6].
- Histoire des régions de Madagascar des origines à la fin du XIXe siècle, Trano Printy Finganoa Loterana Malagasy[7].

## Vie privée
Le 17 août 1960, il s’unit par le mariage à Rasoloarimalala Esther, enseignante en littérature. Cette dernière est également membre de l'Académie malgache et de l'Union des poètes et écrivains malgaches (UPEM). Le couple a quatre enfants.